# 闵庚甲
闵庚甲（韓語：민경갑，1970年8月27日—），韩国男子摔跤运动员。他曾代表韩国参加1992年夏季奥林匹克运动会摔跤比赛，获得一枚铜牌。他也曾参加1994年亚洲运动会。